# Jérôme Cousin
Jérôme Cousin (Saint-Sébastien-sur-Loire, 5 juni 1989) is een Frans voormalig wegwielrenner en baanwielrenner.

## Baanwielrennen

### Palmares
| Jaar     | FK                                  | EK                                  | WK       | Overig        |
| Junioren | Junioren                            | Junioren                            | Junioren | Junioren      |
| -------- | ----------------------------------- | ----------------------------------- | -------- | ------------- |
| 2007     | Achtervolging, Ploegkoers           | Achtervolging, Ploegenachtervolging |          |               |
| Beloften |                                     |                                     |          |               |
| 2008     | Achtervolging                       | Achtervolging                       |          |               |
| 2009     | Achtervolging                       |                                     |          |               |
| Elite    |                                     |                                     |          |               |
| 2008     | Ploegenachtervolging                |                                     |          | 3daagse Aigle |
| 2009     | Ploegenachtervolging, Achtervolging |                                     |          |               |

## Wegwielrennen

### Overwinningen
2010
1e etappe Ronde van de Isard
2012
2e etappe Ronde van Normandië
Eindklassement Ronde van Normandië
3e etappe Ronde van Rhône-Alpes Isère
2013
3e etappe Ster van Bessèges
2018
5e etappe Parijs-Nice

### Resultaten in voornaamste wedstrijden
| Jaar | Ronde van Italië | Ronde van Frankrijk | Ronde van Spanje |
| ---- | ---------------- | ------------------- | ---------------- |
| 2013 |                  | 156e                |                  |
| 2014 |                  |                     | 78e              |
| 2015 |                  |                     | 73e              |
| 2016 |                  | 121e                | 129e             |
| 2017 |                  |                     |                  |
| 2018 |                  | 93e                 |                  |
| 2019 |                  |                     |                  |
| 2020 |                  | buiten tijd         |                  |

| Jaar | Milaan-San Remo | Gent-Wevelgem | Ronde van Vlaanderen | Parijs-Roubaix | Luik-Bast.‑Luik | Ronde van Lombardije | Parijs-Tours | Waalse Pijl |
| ---- | --------------- | ------------- | -------------------- | -------------- | --------------- | -------------------- | ------------ | ----------- |
| 2013 | opgave          | 63e           |                      | opgave         |                 |                      |              |             |
| 2014 | opgave          | 121e          | 94e                  | opgave         |                 | opgave               |              |             |
| 2015 |                 |               |                      |                |                 |                      |              | opgave      |
| 2016 | opgave          |               |                      |                |                 |                      |              |             |
| 2017 |                 |               |                      |                | opgave          |                      |              | 165e        |
| 2018 |                 |               |                      |                |                 |                      | opgave       |             |
| 2019 | 130e            |               |                      |                |                 |                      |              |             |
| 2020 |                 |               |                      |                |                 |                      |              |             |

## Ploegen
- 2009 –  BBox Bouygues Telecom (stagiair vanaf 1-8)
- 2010 –  BBox Bouygues Telecom (stagiair vanaf 1-8)
- 2011 –  Team Europcar
- 2012 –  Team Europcar
- 2013 –  Team Europcar
- 2014 –  Team Europcar
- 2015 –  Team Europcar
- 2016 –  Cofidis, Solutions Crédits
- 2017 –  Cofidis, Solutions Crédits
- 2018 –  Direct Énergie
- 2019 –  Direct Énergie
- 2020 –  Total Direct Energie
- 2021 –  Total Direct Energie